# Peretokî, Sokal
Peretokî (în ucraineană Перетоки) este un sat în comuna Skomorohî din raionul Sokal, regiunea Liov, Ucraina.

## Demografie
Componența lingvistică a localității Peretokî
     Ucraineană (99,42%)
     Alte limbi (0,46%)
Conform recensământului din 2001, majoritatea populației localității Peretokî era vorbitoare de ucraineană (99,42%), existând în minoritate și vorbitori de alte limbi.